# Saint-Laurent (Haute-Garonne)
Saint-Laurent ist eine französische Gemeinde mit 177 Einwohnern (Stand 1. Januar 2022) im Département Haute-Garonne in der Region Okzitanien (zuvor Midi-Pyrénées). Die Einwohner werden als Saint-Laurentais bezeichnet.

## Geographie
Umgeben wird Saint-Laurent von den vier Nachbargemeinden:
|                      | Anan                                        |              |
| Montesquieu-Guittaut | Kompassrose, die auf Nachbargemeinden zeigt | Saint-Frajou |
|                      | Montbernard                                 | Salherm      |

## Bevölkerungsentwicklung
| Jahr                      | 1962 | 1968 | 1975 | 1982 | 1990 | 1999 | 2006 | 2012 | 2016 | 2019 |
| ------------------------- | ---- | ---- | ---- | ---- | ---- | ---- | ---- | ---- | ---- | ---- |
| Einwohner                 | 228  | 205  | 177  | 136  | 141  | 157  | 160  | 167  | 176  | 178  |
| Quelle: Cassini und INSEE |      |      |      |      |      |      |      |      |      |      |

## Sehenswürdigkeiten

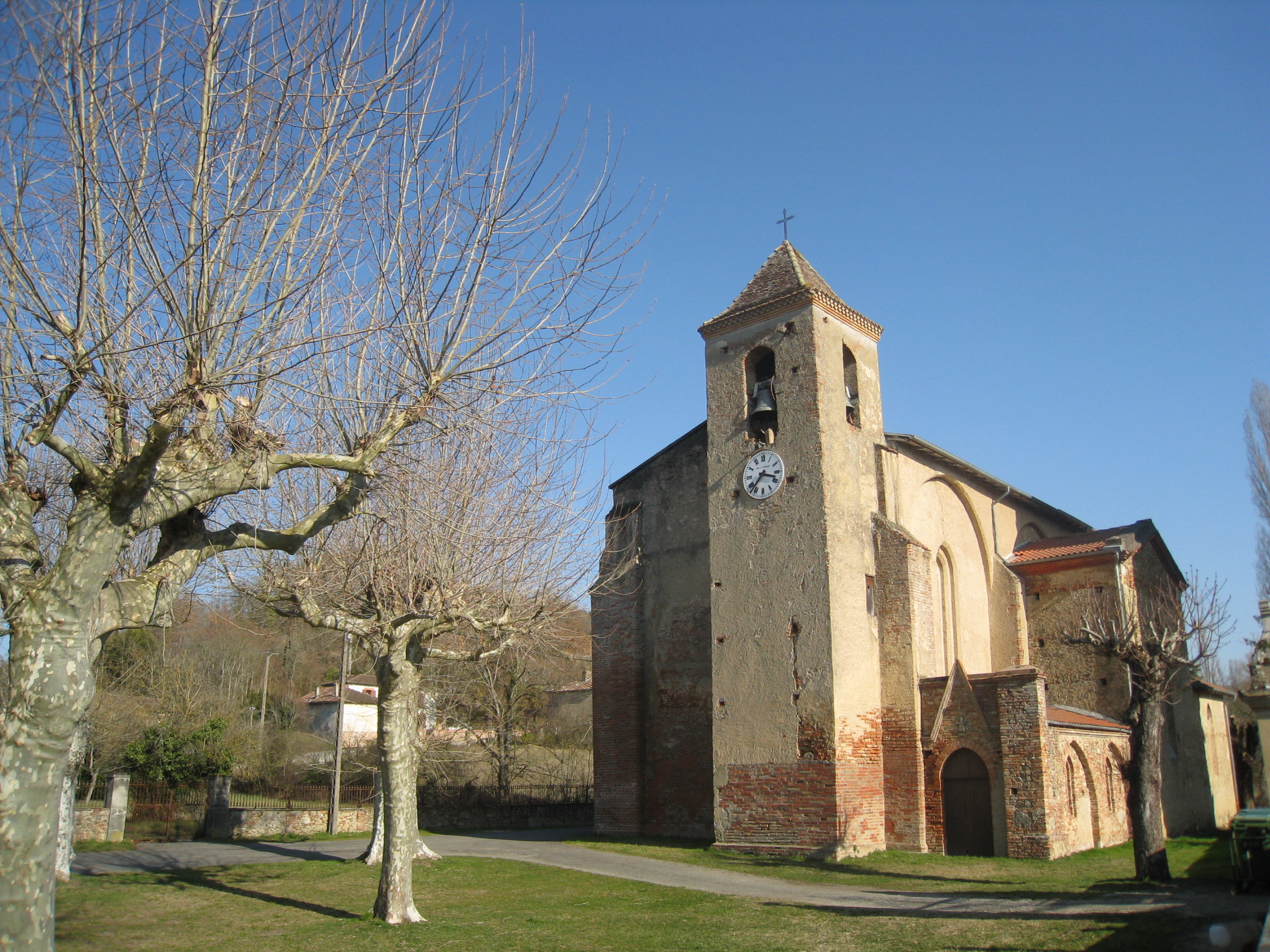
Kirche St-Laurent

Siehe auch: Liste der Monuments historiques in Saint-Laurent (Haute-Garonne)
- Kirche St-Laurent, erbaut im 14. Jahrhundert
- Schloss
- Ehemalige Mühle